# جک فریر (بازیکن فوتبال، زاده ۱۸۷۷)
جک فریر (انگلیسی: Jack Fryer؛ 1877 – ۱۹۳۳ (۵۵−۵۶ سال)) بازیکن فوتبال اهل بریتانیا بود.
از باشگاه‌هایی که در آن بازی کرده‌است می‌توان به باشگاه فوتبال دربی کانتی و باشگاه فوتبال فولام اشاره کرد.